# 336-та окрема гвардійська бригада морської піхоти (СРСР)
336-та окрема бригада морської піхоти (336 гв. ОБрМП, в/ч 06017) — з'єднання військ морської піхоти ВМФ СРСР чисельністю у бригаду, що існувало у 1942—1992 роках. Бригада входила до складу Балтійського флоту.
Після розпаду СРСР у 1992 році перейшла до складу Збройних сил Російської Федерації.

## Історія
21 березня 1942 був сформований 347-й стрілецький піхотний полк, який в роки німецько-радянської війни пройшов бойовий шлях від Сталінграда до Ельби.
347-й стрілецький полк входив до складу 308-ї стрілецької дивізії (2-го формування) (308 СД (2 ф)), яка була сформована 28 березня 1942 на базі Омського піхотного училища.
Особовий склад полку був в основному набраний з військовослужбовців військового училища, мешканців Омської області, Алтайського краю й Гірського Алтаю.
В кінці травня 1942 року 308 СД була передислокована в Приволзький військовий округ біля міста Саратова. 19 серпня 1942 дивізія виступила на фронт й до 10 вересня 1942 року вийшла на передову й вступила в бій з супротивником у складі 24-ї армії Сталінградського фронту в районі радгоспу Котлубань (на північний захід від Сталінграда).
308 СД відступила у Сталінград 2 жовтня 1942 року й була підпорядкована до складу 62-ї армії. Бойовими позиціями 308 СД були призначені в районі заводу «Барикади». 3 листопада 1942 року 308 СД передала оборону заводу частинам 138-ї стрілецької дивізії й була виведена в тил.
З грудня 1942 року 308 СД перебувала в Резерві Ставки ВГК. У березні-квітні 1943 року дивізія входила до складу Калінінського фронту.
З травня 1943 року 347-й стрілецький полк з частинами 308 СД перебували в складі 3-ї армії Брянського фронту на Орловському виступі. З 12 липня 1943 року 308 СД перейшла в наступ на північний схід від міста Орел й до 2 серпня підступила до його околиць. К 5 серпня 347-й полк й частини дивізії визволили місто Орел.
За зразкове виконання поставлених бойових завдань на Орловському напрямку 308-ї дивізії та її частинам було присвоєно гвардійський статус зі зміною нумерації. За звільненні міста Орла 25 вересня 1943 року полк був перейменований на 336-й гвардійський, а 308-ма стрілецька дивізія перейменована на 120-ту гвардійську стрілецьку дивізію (120 гв. СД).
28 вересня 1943 року 336 гв. СП брав участь у визволенні міста Костюковічи Могилевської області Білорусі.
З 10 по 30 листопада 1943 року 120 гв. СД брала участь в Гомельської-Річицькій наступальної операції.
2 серпня 1944 року за звільнення польського міста Білостока полку було присвоєно почесне найменування «Білостоцький». 15 вересня 1944 році йому вручили орден Суворова 3-го ступеня.
З 21 по 26 лютого 1944 року 120 гв. СД брала участь в рогачівсько-жлобінській операції, в ході якої частини дивізії форсували річку Дніпро. За оволодіння містом Рогачов Гомельської області наказом Верховного Головнокомандуючого дивізії було присвоєно почесне найменування «Рогачівська».
З 24 по 29 червня 1944 року 120 гв. СД брала участь Бобруйської операції, що була складовою частиною Білоруської стратегічної операції. 336 гв. СП брав участь у прориві оборони противника на північний схід від міста Бобруйськ.
З 5 по 27 липня 1944 року 120 гв. СД брала участь в Білостоцькій операції. 27 липня полк взяв участь у боях за визволення міста Білосток. 9 серпня 1944 року 336 гв. СП за успішне виконання поставлених бойових завдань при звільненні міста Білосток присвоєно почесне найменування «Білостоцький».
У вересні 1944 року 336 гв. СП брав участь у захопленні міста Остроленка, за що нагороджений орденом Суворова III ступеня.
З січня по квітень 1945 року 120 гв. СД брала участь Східно-Прусської операції на ділянці на південний захід від міста Кенігсберг, за що був нагороджений орденом Олександра Невського.
У складі 1-го Білоруського фронту 336 гв. СП форсував річку Шпрее й до закінчення бойових дій вів бої з ліквідації оточеної угруповання противника на південному заході від Берліна. Війну полк закінчив зустріччю з американськими військами на річці Ельба.

### Післявоєнний період
У 1945 році 336-й гвардійський стрілецький полк у складі 120-ї гвардійської стрілецької дивізії був виведений з території окупованої Німеччини у місто Мінськ Білорусі.
У 1957 році, зі створенням мотострілецьких військ, 336-й гвардійський стрілецький полк був перетворений на 336-й гвардійський механізований полк у складі 120-ї гвардійської Рогачевської мотострілецької дивізії Білоруського військового округу.
У 1963 році було вирішено відродити морську піхоту, що повністю розформовано у СРСР 1956 року.
Останнім формуванням морської піхоти у складі Балтійського флоту була 1-ша дивізія морської піхоти, дислокована на території Фінляндії на півострові Порккала-Удд й розформована у 1948 році. Дане з'єднання вело свою історію від 55-ї стрілецької дивізії (2-го формування), що була створена в грудні 1941 року.
7 червня 1963 року 336-й гвардійський механізований полк 120-ї гвардійської мотострілецької дивізії Прибалтійського військового округу було переформовано на 336-й окремий гвардійський полк морської піхоти з передачею до складу Балтійського флоту (336 гв. ОПМП БФ) з передислокацією у місто Балтійськ Калінінградської області РРФСР.
336-й полк став першою військовою частиною у відродженій морській піхоті ВМФ СРСР.
20 листопада 1979 року 336-й окремий гвардійський полк морської піхоти був остаточно переформований на 336-ту окрему гвардійську бригаду морської піхоти.
Організаційно-штатна структура 336-ї бригади на момент створення була такою ж як 61-ї бригади морської піхоти Північного флоту й 810-й бригади морської піхоти Чорноморського флоту. Бригади складалися з 3 піхотних батальйонів, 1 артилерійського дивізіону, 1 протитанкового дивізіону, 1 зенітного ракетно-артилерійського дивізіону й 1 танкового батальйону. Чисельність особового складу бригади була близько 2000 осіб.
З 1967 року батальйон 336-го полку перебував у Середземному морі на десантних кораблях.
З травня 1969 року в зв'язку із загостренням ситуації на Близькому Сході, був створений зведений посилений батальйон морської піхоти, завданням якого була охорона стратегічно важливого порту Порт-Саїд в Єгипті, який був наданий єгипетською владою як один з пунктів для дислокації середземноморської ескадри ВМФ СРСР. Також підрозділи посиленого батальйону несли чергування біля нафтових терміналів в Суецькому каналі. Для комплектування батальйону відбиралися роти від частин морської піхоти зі всіх чотирьох флотів включаючи 336-й полк. Особовий склад батальйону був змінним на основі постійної ротації. Підрозділи, відряджені від військових частин, змінювалися кожні 4 місяці.
З листопада 1977 року підрозділи 336-го полку почали постійне бойове чергування у Червоному морі .
З вересня 1983 року по серпень 1989 року сформований підрозділ морської піхоти 336-ї бригади кілька разів вирушав на бойове чергування до узбережжя Анголи.
З 1989 до 1993 року бригада взяла під охорону й оборону важливі об'єкти флоту й охорону пам'яток в містах Рига, Лієпая, Клайпеда, Таллінн.
Після розпаду СРСР у 1992 році бригада перейшла до складу Збройних сил Російської Федерації.

## Структура

### 1989
Дійсні і умовні назви військових частин входили до складу бригади на 1989 рік:
- Управління бригади — в/ч 06017
- 877-й окремий батальйон морської піхоти — в/ч 81282;
- 878-й окремий батальйон морської піхоти — в/ч 81278;
- 879-й окремий десантно-штурмовий батальйон — в/ч 81280;
- 884-й окремий батальйон морської піхоти (кадра) — в/ч 16140;
- 887-й окремий розвідувальний батальйон — в/ч 81278;
- 102-й окремий танковий батальйон[9][10] — в/ч 60182;
- 1612-й окремий самохідний артилерійський дивізіон — в/ч 63962;
- 1618-й окремий зенітний ракетно-артилерійський дивізіон — в/ч 70198.

## Озброєння

### 1989
На озброєнні бригади перебувала наступна військова техніка:
- БТР-80 — 96 од .;
- БТР-60 — 64 од .;
- Т-55 — 40 од .;
- ПТ-76 — 26 од .;
- САУ 2С1 — 18 од .;
- САУ 2С9 — 24 од .;
- РСЗВ «Град-1» — 18 од .;
- ЗСУ-23-4 «Шилка» — 8 од .;
- ЗРК Стріла-10 — 8 од .;
- ПТРК 9П148 «Конкурс» — н / д.

## Командування
У повному списку вказані командири з'єднання на всіх історичних етапах:.
Командир 347-го стрілецького полку:
- Міхальов К. І. — 1942;

Командири 336-го гвардійського стрілецького полку:
- Чамов А. С. — 1942—1944;
- Матвєєв М. М. — 1944;
- Бєляєв І. С. — 1944;
- Новицький П. Д. — 1944—1945;
- Кузовскій А. Ф. — 1945—1949;
- Терьохін І. І. — 1949—1952;
- Левченко А. Н. — 1952—1956;
- Тулуб В. В. — 1956—1957.

Командир 336-го гвардійського мотострілецького полку:
- Єременко В. С. — 1957—1963.

Командири 336-го окремого гвардійського полку морської піхоти:
- Шапранов П. Т. — 1963—1967;
- Лелетін А. А. — 1967—1971;
- Горохів В. І. — 1971—1974;
- Соломенік М. М. — 1974—1978;
- Шерегеда А. А. — 1978—1979;

Командири 336-ї окремої гвардійської бригади морської піхоти:
- Говоров В. М. — 1979—1982;
- Шерегеда А. А. — 1982—1984;
- Отраківський А. І. — 1984—1990;